# Mi Tacna hermosa
«Mi Tacna hermosa» es una polka peruana de 1947 compuesta por Eduardo Pérez Gamboa con letra de Omar Zilbert Salas. Es considerada el segundo himno de la ciudad de Tacna, en Perú.

## Historia
La canción fue interpretada por el Trío Añoranzas, conjunto que grabó un disco de vinilo en la RCA Victor de Santiago de Chile. Esta versión fue la que se emitió por primera vez en Radio Tacna.
Posteriormente ha sido parte del repertorio de cantantes de música criolla, como Jesús Vásquez.

## Usos
La canción es interpretada durante la Procesión de la Bandera, una ceremonia cívico militar que se realiza en Tacna el 28 de agosto, fecha en que se conmemora su reincorporación al Perú luego de la ocupación chilena. Así mismo, desde 2017 se realiza un festival y pasacalles donde decenas de parejas bailan al ritmo de esta polka.

### Marcha militar
Esta polka ha sido adaptada en forma de marcha militar y es usada en desfiles durante las celebraciones de Fiestas Patrias.